# Amtsgericht Miesbach

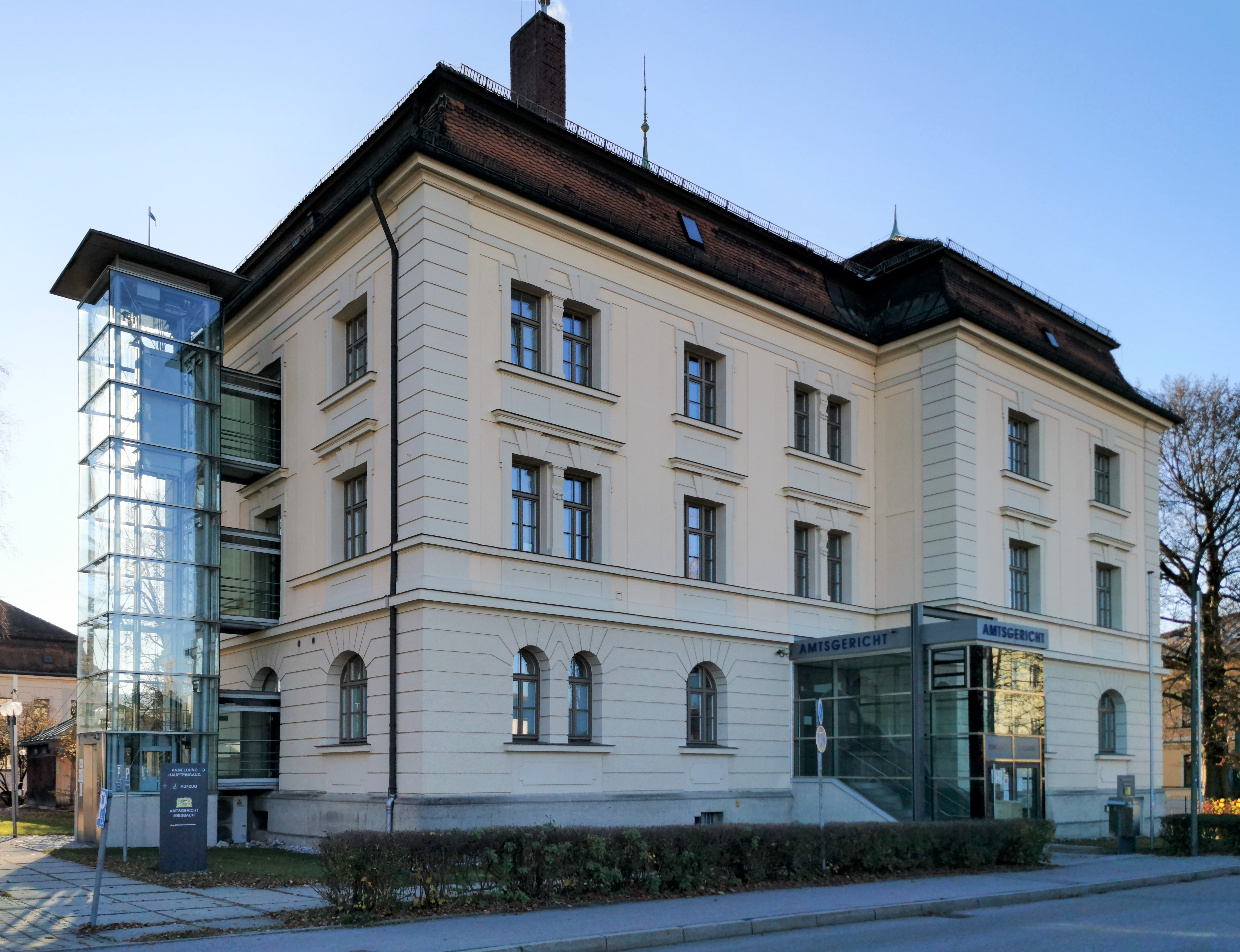
Gerichtsgebäude

Das Amtsgericht Miesbach ist ein Gericht der ordentlichen Gerichtsbarkeit und eines von acht Amtsgerichten (AG) im Bezirk des Landgerichts München II. Amtsgerichtsdirektor ist Klaus-Jürgen Schmid.

## Gerichtssitz und -bezirk
Sitz des Gerichts ist die Kreisstadt Miesbach in Oberbayern. Der 863 km² große Gerichtsbezirk erstreckt sich auf den Landkreis Miesbach mit rund 97.000 Einwohnern.
Das Handels- und das Vereinsregister werden beim Amtsgericht München geführt. Für Zwangsversteigerungs-, Zwangsverwaltungs- und Insolvenzverfahren ist das Amtsgericht Wolfratshausen zuständig. Mahnverfahren bearbeitet das Amtsgericht Coburg als Zentrales Mahngericht.

## Übergeordnete Gerichte
Dem Amtsgericht Miesbach ist das Landgericht München II übergeordnet. Zuständiges Oberlandesgericht ist das Oberlandesgericht München.

## Geschichte
Das 1803 begründete Landgericht Miesbach trat nach dem Übergang an Bayern an die Stelle des Gerichtsbezirks der vorherigen  Grafschaft Hohenwaldeck. Es umfasste die damaligen Steuerbezirke Agatharied, Bayrischzell, Fischbachau, Föching, Gotzing, Hundham, Hartpenning, Holzkirchen, Holzolling, Hundham, Irschenberg, Miesbach, Niklasreuth, Parsberg, Reichersdorf, Schaftlach, Schliersee, Valley, Wall, Warngau, Wattersdorf, Wies und Wörnsmühl. 1818 entstand aus dem benachbarten Herrschaftsgericht Tegernsee das gleichnamige Landgericht. Anlässlich der Trennung von Verwaltung und Justiz wurde 1862 aus den Landgerichtsbezirken Miesbach und Tegernsee das Bezirksamt Miesbach gebildet. Als Gerichtsbehörde blieben die Landgerichte vorerst bestehen.
Mit der Einführung des Gerichtsverfassungsgesetzes am 1. Oktober 1879 kam es zu Bildung des Amtsgerichts Miesbach, dessen Sprengel aus dem Bezirk des aufgehobenen Landgerichts Miesbach gebildet wurde. Parallel entstand ein Amtsgericht Tegernsee, dessen Sprengel aus dem Bezirk des aufgehobenen Landgerichts Tegernsee gebildet wurde, der die Gemeinden Dürnbach, Kreuth, Gmund am Tegernsee, Rottach(-Egern), Tegernsee, Waakirchen und Wiessee umfasste.
Nach der kriegsbedingten Herabstufung des Amtsgerichts Tegernsee zur Zweigstelle des Amtsgerichts in Miesbach und der Bestätigung dieser Maßnahme in den Jahren 1956 und 1959, erfolgte am 1. Juli 1973 die Aufhebung der Zweigstelle.

## Gebäude
Die ehemalige Fronveste in der Kolpingstrasse 4 diente bis 1901 als königlich bayerisches Amtsgericht.
Das Gericht ist heute im denkmalgeschützten Gebäude Rosenheimer Straße 16 untergebracht. Es ist ein dreigeschossiger gegliederter Putzbau in barockisierenden Formen mit Mansarddach von 1901. Der Westteil der Fassade ist leicht vorgezogen.
Das Nebengebäude (Rosenheimer Straße 16), ehemals mit Gefängnis, ist ein zweigeschossiger Mansardwalmdachbau mit Eingangsrisalit, erbaut in barockisierenden Formen wohl ebenfalls um 1901.